# 미국 국방정보국
국방정보국(國防情報局, Defense Intelligence Agency (DIA))은 미국 국방부의 해외 군사정보에 대한 중앙 생산 및 관리기관이다. 미국 정보기관으로서 국방정보국은 대통령, 국방부 장관, 상원의원을 위한 국가수준의 국방 목표에 답하고자 한다. DIA의 업무는 군사정보 요구사항의 모든 측면을 수반한다. (매우 복잡한 미사일 탄도 데이터에서부터 해외 군사 리더의 생애 정보까지 다양하다.)

## 조직

### 본부
- 국방정보국 국장: 중장
- 부국장 민간인 1명
- 참모장 민간인 1명
- Deputy Director for Commonwealth Integration→연방통합부국장: 소장 1명
- Mobilization Assistant to the Director→동원보좌관: 준장 1명
- Deputy Director for Global Integration→전지구통합부국장: 민간인 1명
- Command Senior Enlisted Advisor→지도자급 선임부사관: 주임원사 1명
- J2 Directorate for Intelligence→합동참모(J2) 정보국장
- 합동기능구성사령부 - 첩보, 감시, 정찰(JFCC-ISR)

### 참모진
- Chief of Staff→참모장
- Chief Financial Officer→재무장
- General Counsel→일반의회
- Inspector General→감사관
- Command Senior Enlisted Leader→지도자급 선임부사관: 주임원사
- Equal Opportunity & Diversity Office→평등성 및 다양성 사무실
- Executive Secretariat→임원 비서실
- Strategic Planning, Policy, & Performance Improvement Office→전략 계획, 정책 및 성능개선실
- Office of Corporate Communications→기업교류사무실

### 지점
- 워싱턴 D.C. 광역권
- 레드스톤 조병창 - 앨라바마주 헌츠빌
- 리반나 기지 - 버지니아주 샬러츠빌
- 포트 디트릭 - 메릴랜드주 프레데릭
- 통합전투사령부
- 대사관 주재무관사무실

### Directorate
- Directorate for Analysis→분석국
- Directorate for Operation→작전국
  - Defense Clandestine Service
  - 국방무관제도(영어판)
  - Defense Cover Office
- Directorate for Science & Technology→과학기술국
- Directorate for Mission Service→임무근무국

### Centers
- 미사일우주첩보원(영어:Missile and Space Intelligence Center)
- 합동주재무관학교
- 합동군사첩보훈련소
- 합동첩보센터 (JIC), 통합전투사령부
  - 미국 유럽 사령부: 유럽 합동첩보작전센터 합동분석원(영어판) (JIOCEUR JAC)
  - 미국 인도-태평양 사령부
  - 미국 중부사령부
- 아메리카 및 위기센터
- 아시아 태평양 지역센터
- 유럽/유라시아 지역센터
- 중동/아프리카 지역센터

### DIA 경찰
DIA의 직원과 자산을 보호할 목적으로 1963년에 창설한 국방정보국과 관할 시설에 한정된 지역에서 활동하는 법집행기관이다.

## 같이 보기
- 미국 정보공동체